# Prodidomus seemani
Espèce
Prodidomus seemani est une espèce d'araignées aranéomorphes de la famille des Prodidomidae.

## Distribution
Cette espèce est endémique du Queensland en Australie. Elle se rencontre dans la forêt d'État de Barakula.

## Description
Le mâle holotype mesure 2,52 mm.

## Systématique et taxinomie
Cette espèce a été décrite par Platnick et Baehr en 2006.

## Étymologie
Cette espèce est nommée en l'honneur d'Owen D. Seeman.

## Publication originale
- Platnick & Baehr, 2006 : « A revision of the Australasian ground spiders of the family Prodidomidae (Araneae, Gnaphosoidea). » Bulletin of the American Museum of Natural History, no 298, p. 1-287 (texte intégral).